# Direzione nazionale anticorruzione
La Direzione nazionale anticorruzione (in romeno Direcția Națională Anticorupție, DNA) è un organo giurisdizionale della Romania attivo nella lotta contro la corruzione, interno alla Procura presso l'Alta corte di cassazione e giustizia.
È stata istituita nel 2002 con decreto d'urgenza n. 43/2002 del governo rumeno. Al momento della sua istituzione, l'ufficio del pubblico ministero era chiamato Ufficio del procuratore nazionale anticorruzione e tra l'ottobre 2005 e il marzo 2006 assunse il nome di Direzione nazionale anticorruzione: Entrambe le organizzazioni operavano come organismi autonomi a fianco all'Ufficio del procuratore presso l'Alta corte di cassazione e giustizia. Il modello organizzativo della DNA si è ispirato a strutture simili presenti in Spagna, Norvegia e Belgio.
Secondo un rapporto dell'Unione europea, la Direzione nazionale anticorruzione rumena è tra i primi cinque istituti dell'UE.

## Giurisdizione
Attraverso il quadro legislativo creato dalla legge che ha istituito questa organizzazione, alla Procura è stata conferita giurisdizione nel contrasto alla corruzione di alto e medio livello. La DNA è un'entità indipendente rispetto ai rami giudiziari, ai quali sono annesse le procure, nonché nei rapporti che intrattiene con le altre autorità pubbliche.
I reati che rientrano nella giurisdizione della Procura sono quelli che hanno come oggetto beni o somme di valore equivalenti o superiori a 10.000 euro, in questo caso le persone possono essere indagate indipendentemente dalla loro qualità. La Direzione può indagare anche su reati connessi ad atti di corruzione se tali reati hanno causato un danno superiore a 200.000 euro o se questo tipo di attività hanno gravemente compromesso il buon funzionamento delle autorità e delle istituzioni pubbliche. La DNA ha giurisdizione esclusiva e illimitata nella lotta contro la corruzione ad alto livello, compresa la persecuzione dei membri del Parlamento.
La Direzione nazionale anticorruzione è diretta da un procuratore capo (assimilato al primo viceprocuratore generale della Procura presso l'Alta corte di cassazione e giustizia), da due vice procuratori capo (assimilati al viceprocuratore generale) e da 4 procuratori capi di sezione. Il procuratore è proposto dal Ministro della giustizia e nominato dal Presidente della Romania attraverso l'approvazione del Consiglio superiore della magistratura, per un periodo di 3 anni, con la possibilità di essere riconfermato (nominato nuovamente) una sola volta.
La DNA indaga su qualsiasi atto di corruzione, se la persona che commette questo tipo di reato rientra in una di queste categorie:
- Pubblici ufficiali: deputati, senatori, membri del governo, segretari di Stato o sottosegretari di Stato, consulenti comparabili ai ministri, consiglieri presidenziali e consiglieri di Stato dell'amministrazione presidenziale, consiglieri di Stato del Primo ministro e vice presidenti dei consigli di contea, il vice sindaco di Bucarest, sindaci e vice sindaci, consiglieri comunali e provinciali, prefetti e vice prefetti;
- Giuristi: giudici della Corte suprema di cassazione e della Corte costituzionale, altri giudici e pubblici ministeri; membri del Consiglio superiore della magistratura, il presidente del Consiglio legislativo e il suo vice, l'avvocato del popolo ei suoi sostituti;
- i membri e gli ispettori finanziari della Corte dei conti e delle Camere dei conti distrettuali, il governatore e vicegovernatore della Banca nazionale della Romania, il presidente e vicepresidente del Consiglio della concorrenza, i commissari della Guardia di Finanza, il personale doganale, le persone che ricoprono incarichi direttivi, compresi i direttori di società nazionali, banche e società commerciali di cui lo Stato è azionista di maggioranza, i direttori degli enti pubblici interessati al processo di privatizzazione e delle unità bancarie finanziarie centrali, i soggetti previsti dall'art. 81 della Legge n. 78/2000 e successive modifiche e integrazioni, i liquidatori giudiziari e gli esecutori dell'Autorità per la valorizzazione del patrimonio dello Stato (AVAS);
- Militari e polizia: ufficiali, ammiragli, generali e marescialli; ufficiali di polizia;
- capi di autorità e istituzioni pubbliche centrali e locali e persone con funzioni di controllo al loro interno, ad eccezione dei capi di autorità e istituzioni pubbliche a livello di città e comuni e persone con funzioni di controllo al loro interno, avvocati, ecc.

La DNA ha il potere di indagare anche sui reati contro gli interessi finanziari delle Comunità europee, indipendentemente dall'entità del danno, nonché sui reati di macrocriminalità economico-finanziaria, se hanno causato danni materiali superiori all'equivalente in lei di 1.000.000 di euro, nei casi di: frode, alcune forme di abuso d'ufficio, alcuni reati previsti dal codice doganale e reati previsti dalla legge n. 241/2005 per la prevenzione e il contrasto all'evasione fiscale.

## Attività
Nel gennaio 2009, la procura della DNA ha portato in tribunale Alexandru Kiss, procuratore capo della sezione investigativa penale della Procura del tribunale di Covasna, ponendolo in stato di arresto preventivo, con l'accusa di corruzione e favoreggiamento del crimine. Il magistrato ha chiesto a un informatore la somma di 4.000 lei in cambio della restituzione di alcuni oggetti che rappresentavano prove materiali di un fascicolo, a seguito del quale l'informatore era stato portato in tribunale con diversi capi d'accusa, tra cui la detenzione abusiva di armi. 
La struttura guidata da Laura Codruța Kövesi tra il maggio 2013 e il maggio 2014 ha avviato 4183 procedimenti contro persone che ricoprivano cariche elevate nello Stato, nel giro di un anno sono stati condannati 4 ministri, un ex europarlamentare, 4 deputati, un senatore, 11 sindaci, 5 giudici e 3 pubblici ministeri.

## Struttura
La DNA è composta da una struttura centrale situata a Bucarest e da diversi servizi territoriali dislocati nelle località dove hanno sede le corti d'appello e da un ufficio territoriale.
- Struttura centrale: Sezione per il contrasto alla corruzione, Sezione per il contrasto dei reati connessi alla corruzione, Sezione per il contrasto agli atti di corruzione commessi dai militari; Sezione giudiziaria penale
- Servizi territoriali: Alba Iulia Târgu Mureș, Timișoara;
- Uffici territoriali: Satu Mare, Slobozia, Târgu Jiu.

## Procuratori capo
- Ioan Amarie (2002–2005)
- Daniel Morar (2005–2013)
- Laura Codruța Kövesi[9] (2013–2018)
- Anca Jurma (2018–2019)
- Călin Nistor (2019–2020)
- Crin-Nicu Bologa (2020–2023)
- Marius Ionuţ Voineag[10] (dal 2023)